# Dubberman Denmark
Dubberman Denmark es una empresa de doblaje danesa con sede en Copenhague, Dinamarca. Es una subsidiaria de Dubberman.

## Clientes
- Cartoon Network (Dinamarca)
- Disney Character Voices International
- Danmarks Radio
- TV 2 (Dinamarca)